# Neilton
Neilton ist ein Census-designated place (CDP) im Grays Harbor County im Bundesstaat Washington (Vereinigte Staaten). Beim United States Census 2000 lebten in Neilton 345 Personen.

## Geographie
Nach Angaben des United States Census Bureaus hat der CDP eine Fläche von 25 km², alles Land. 
Neilton liegt am U.S. Highway 101.

## Demographie
Zum Zeitpunkt des United States Census 2000 bewohnten 345 Personen den Ort. Die Bevölkerungsdichte betrug 13,8 Personen pro km². Es gab 138 Wohneinheiten, durchschnittlich 5,5 pro km². Die Bevölkerung von Neilton bestand zu 88,41 % aus Weißen, 4,35 % Native American, 5,22 % gaben an, anderen Rassen anzugehören und 2,03 % nannten zwei oder mehr Rassen. 6,09 % der Bevölkerung erklärten, Hispanos oder Latinos jeglicher Rasse zu sein.
Die Bewohner von Neilton verteilten sich auf 128 Haushalte, von denen in 40,6 % Kinder unter 18 Jahren lebten. 64,8 % der Haushalte stellten Verheiratete, 4,7 % hatten einen weiblichen Haushaltsvorstand ohne Ehemann und 25 % bildeten keine Familien. 19,5 % der Haushalte bestanden aus Einzelpersonen und in 8,6 % aller Haushalte lebte jemand im Alter von 65 Jahren oder mehr alleine. Die durchschnittliche Haushaltsgröße betrug 2,7 und die durchschnittliche Familiengröße 3,06 Personen.
Die Bevölkerung verteilte sich auf 29 % Minderjährige, 6,7 % 18–24-Jährige, 25,2 % 25–44-Jährige, 27,2 % 45–64-Jährige und 11,9 % im Alter von 65 Jahren oder mehr. Das Durchschnittsalter betrug 38 Jahre. Auf jeweils 100 Frauen entfielen 111,7 Männer. Bei den über 18-Jährigen entfielen auf 100 Frauen 100,8 Männer.
Das mittlere Haushaltseinkommen in Neilton betrug 35.250 US-Dollar und das mittlere Familieneinkommen erreichte die Höhe von 44.375 US-Dollar. Das Durchschnittseinkommen der Männer betrug 30.781 US-Dollar, gegenüber 26.250 US-Dollar bei den Frauen. Das Pro-Kopf-Einkommen in diesem CDP war 15.856 US-Dollar. 8,0 % der Bevölkerung und 5,6 % der Familien hatten ein Einkommen unterhalb der Armutsgrenze, davon waren 7,8 % der Minderjährigen und niemand der Altersgruppe 65 Jahre und mehr betroffen.